# Archivio Botanico per la Sistematica, Fitogeografia e Genetica
Archivio Botanico per la Sistematica, Fitogeografia e Genetica (abreviado Arch. Bot. Sist.) es una revista con descripciones botánicas que fue editada en Forlì (Italia). Se publicaron los números 1-10, en los años 1925 hasta 1934 con el nombre de Archivio Botanico per la Sistematica, Fitogeografia e Genetica (Storia e Sperimentale) e Bulletino dell' Istituto Botanico della r. Universita de Modena. Fue reemplazada por Arch. Bot. (Forlì).	